# Gallerian, Falkenberg
Gallerian är en handelsbyggnad vid Stortorget i Falkenberg. Den upptar en större del av kvarteret Hjulet, ett kvarter som innehåller flera tredimensionella fastighetsbildningar. Huset byggdes som ett Domusvaruhus 1969 men har senare genomgått omfattande ombyggnationer.

## Historik

### Domus
Falkenbergs första Domus öppnade den 20 november 1957 i korsningen Brogatan-Storgatan. Lokalen tillhörde Falkenbergs sparbank och hade tidigare inrymt firman Eliasson. Det var ett förhållandevis litet varuhus med tolv anställda.
Konsumentföreningen Falkenberg med omnejd ville snart bygga ett större Domus vilket skulle komma att placeras vid Stortorget. När frågan bereddes under 1965 fanns möjligheten av nya Domus skulle komma att ta en stor del av Stortorget i anspråk. Det slutade dock med att Domus södra fasad lades i höjd med Köpmansgatan. Några mindre hus revs för att göra plats för varuhuset, däribland den gamla köttbesiktningsbyrån från 1912. Markundersökningen gjordes i januari 1967. Konsumföreningen köpte tomten från föreningen i juli 1967. Byggstarten ägde rum den 6 november 1968.
Det nya Domusvaruhuset invigdes den 29 oktober 1969. Hela fastigheten var på 5400 kvadratmeter fördelat på tre plan, varav 2200 satts av till försäljning. På andra våningen mot Stortorget skapades en loggia som utgjorde en terrass med 80 sittplatser för Domus restaurang, som även hade 120 plaster inomhus. Ytterväggarna bestod av tegel och marmor. Utöver Domus hade byggnaden plats för Folksam, Reso och sparbanken. Bygget projekterades av KFAI och AB Kasper Höglund var byggherre. Arkitekt var Seth Torné vid KFAI. Utöver gamla Domus lade föreningen ner Konsumbutikerna på Nygatan 44, Sandgatan 42 och Varbergsgatan i samband med öppningen av nya Domus.
Konsumentföreningen Falkenberg med omnejd uppgick 1975 i Konsum Göteborg. År 1975 meddelades också att Domus skulle profileras om till Domus Marknad mer mer inslag av lågpris för att möta upp konkurrensen från bland annat Wessels som öppnade året innan.
Domus Marknad blev senare Coop Extra, som stängde den 29 september 2005.

### Gallerian
I december 2005 sålde KF Fastigheter byggnaden till Västkuststugan (Solid Hus). De nya ägarna började bygga om varuhuslokalen till en galleria med femton butikslokaler.
Banken SEB var först ut med att öppna ett bankkontor i Gallerian den 16 november 2006. De flesta butikerna hade "smygpremiär" den 28 mars 2007. Kort dessförinnan hade Solid Hus sålt gallerian till danska Norcap.
Norcap gick i konkurs 2015 och Västkuststugan kunde köpa tillbaka fastigheten (Hjulet 3) 2017. Västkuststugan hade då planer på att bygga hyreshus på den angränsande tomten (Hjulet 5) och det skulle integreras med gallerian.
Den 26 november 2020 öppnade Coop åter en butik i Gallerian på Stortorget.